# Giuliana Sgrena

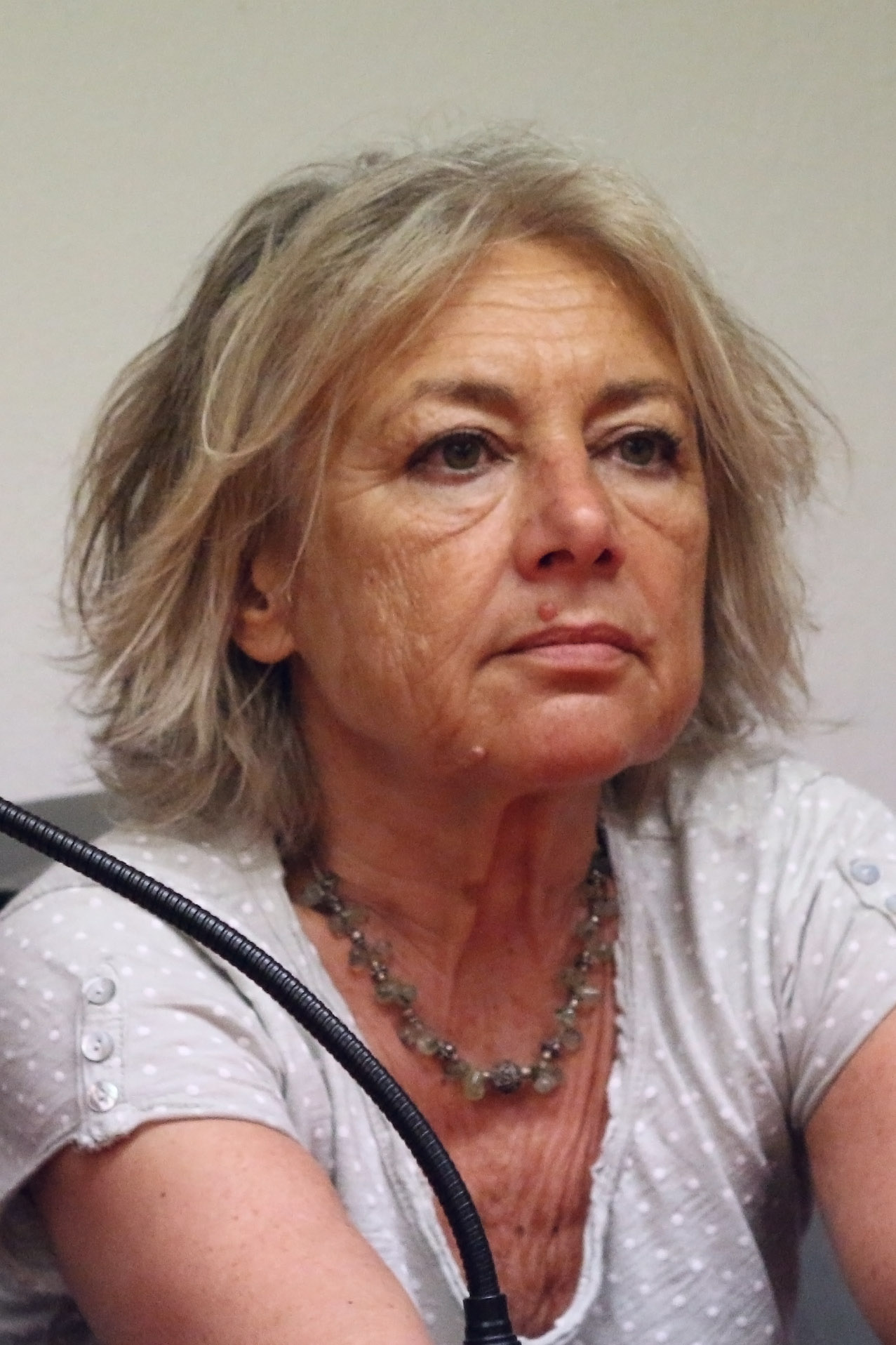
Giuliana Sgrena

Giuliana Sgrena (* 20. Dezember 1948 in Masera, Piemont) ist eine italienische Journalistin. Seit Ende der 1980er Jahre berichtet sie für die kommunistische Tageszeitung Il manifesto insbesondere aus der arabischen Welt. 2005 wurde sie während der Besetzung des Irak von einer örtlichen militanten Gruppe entführt. Als sie nach ihrer Freilassung von italienischen Kräften in Sicherheit gebracht werden sollte, geriet das dafür verwendete Fahrzeug unter Eigenbeschuss durch die verbündeten US-Truppen, wobei sie verletzt und der die Evakuierung leitende Nachrichtendienstoffizier Nicola Calipari getötet wurde.

## Journalistin
Giuliana Sgrena studierte in Mailand. Ihre journalistische Arbeit begann sie Anfang der 1970er Jahre, als in Mailand die Studentenbewegung begann. Zu dieser Zeit engagierte sie sich in Gruppierungen links der Partito Comunista.
Ab 1980 schrieb sie für die Zeitschrift Pace e guerra („Frieden und Krieg“), für die sie unter anderem über die Proteste der italienischen Friedensbewegung gegen die Stationierung von Pershing-Raketen auf dem US-Stützpunkt im sizilianischen Comiso berichtete.
Etwa 1988 stieß Sgrena zur Redaktion von Il Manifesto und berichtete seitdem vor allem aus der muslimisch-arabischen Welt. So berichtete sie von dort über den algerischen und den somalischen Bürgerkrieg, den Golfkrieg von 1991 und die Herrschaft der Taliban in Afghanistan.

## Entführung und Vorfälle im Irak
Am 4. Februar 2005 geriet Sgrena in der Nähe der Universität von Bagdad in die Hände einer bis dahin unbekannten Gruppe von Entführern, die den Abzug italienischer Truppen aus dem Irak forderten.
Viele Zeitungen und Organisationen weltweit setzten sich für ihre Freilassung ein, auch die muslimischen Verbände in Deutschland beteiligten sich an der Kampagne.
Am 8. Februar 2005 kam über das Internet die Falschmeldung einer Dschihad-Organisation in die Massenmedien, Giuliana Sgrena wäre „hingerichtet“ worden, da sie „im Auftrag der amerikanischen Kreuzzugstruppen“ unterwegs gewesen sei und die Widerstandskämpfer im Irak „bespitzelt“ habe.
In einer am 16. Februar veröffentlichten Videobotschaft appellierte Sgrena unter Tränen an die italienische Regierung, die Bedingungen für ihre Befreiung zu erfüllen.
Am 19. Februar demonstrierten in Italien hunderttausende Menschen für ihre Freilassung und forderten ein Ende des italienischen Militäreinsatzes im Irak. Vertreter der Regierung Silvio Berlusconis blieben der Demonstration fern.
Am 4. März 2005 wurde Sgrena von ihren Entführern freigelassen und sollte von italienischen Geheimdienstbeamten zum Bagdader Flughafen und von dort nach Italien gebracht werden. Nach Angaben eines nicht namentlich bekannten irakischen Abgeordneten soll ein Lösegeld in Höhe von einer Million Dollar (760.000 Euro) gezahlt worden sein. Auf dem Weg zum Flughafen wurde das Fahrzeug der Italiener von US-amerikanischen Truppen beschossen. Ihr Begleiter Nicola Calipari kam ums Leben, Sgrena selbst und zwei weitere Beamte erlitten Verletzungen. Nach einer Behandlung in einem US-Militärkrankenhaus in Bagdad landete sie am 5. März 2005 auf dem Flughafen in Rom, wo sie in Anwesenheit des Ministerpräsidenten Berlusconi und unter großer Anteilnahme in Empfang genommen wurde. Sanitäter halfen ihr aus dem Flugzeug und brachten sie zur weiteren Behandlung in ein Militärkrankenhaus.

### Untersuchungen und Stellungnahmen
Die Gründe für den Beschuss des Fahrzeugs konnten nur grob aufgeklärt werden, da die Stelle wegen der Gefährlichkeit sofort geräumt wurde und keine genaue Rekonstruktion erfolgte.
Aus dem veröffentlichten Untersuchungsbericht geht hervor, dass auf beiden Seiten ein hoher Grad an Nervosität bestand. So waren die US-Soldaten sehr angespannt, da die Strecke als höchst gefährlich galt und sie den temporär eingerichteten und nur provisorisch gesicherten Kontrollposten wegen Kommunikationsproblemen länger als geplant aufrechterhalten mussten.
Umgekehrt kann man davon ausgehen, dass der Fahrer des Wagens von Sgrena von der Gefährlichkeit der Strecke wusste, und ein Anhalten an einem unbekannten Kontrollpunkt für ihn ein hohes Risiko darstellen musste.
Im Untersuchungsbericht im pdf-Format konnte man eigentlich geschwärzte Hintergrundinformationen auch wieder sichtbar machen, wonach sich die Gefährlichkeit der Straße zu dieser Zeit höher darstellte, als veröffentlicht werden sollte.
Die Veröffentlichung der eigentlich als geheim eingestuften Informationen zeigte auf, dass eine elektronische Schwärzung unter Umständen kein sicherer Informationsschutz ist, unter anderem waren die Namen der beteiligten Soldaten im Klartext zu lesen.
Aufgrund der Popularität des Falles – besonders in Italien – versuchten beide Seiten auf politischer Ebene eine Schuldzuweisung zur jeweils anderen Seite:
Nach Angaben des US-Militärs reagierte der Wagen an einem Kontrollpunkt nicht auf die Aufforderung, anzuhalten. Nach mehrmaliger Vorwarnung sei das Feuer eröffnet worden. Nach Angaben eines ungenannten Soldaten sei der Wagen bis zu 100 mph (160 km/h) schnell gewesen, als das Feuer eröffnet wurde.
Sgrena selbst widersprach am 6. März 2005 dieser Darstellung. Sie sagte aus, der Wagen sei „nicht zu schnell gefahren“ und die Soldaten hätten „möglicherweise absichtlich“ auf sie geschossen. Nach ihrer Aussage hätten ihre Entführer sie zu „größter Vorsicht“ ermahnt, weil „die Amerikaner nicht wollen, dass Sie zurückkehren“. Dem Nachrichtensender Al-Dschazira gegenüber sagte Frau Sgrena, sie sei ein amerikanisches Ziel, da die US-Regierung Unterhandlungen zur Geiselbefreiung mit seinen Kriegsgegnern ablehnt. Pier Scolari, der Lebensgefährte Sgrenas, hatte zuvor darauf hingewiesen, dass das Fahrzeug nur noch 700 Meter vom Flughafen in Bagdad entfernt gewesen sei, als die US-Soldaten geschossen hätten – „sie hatten also schon alle Kontrollen passiert“. Der italienische Präsidialrat habe den Vorfall live mitverfolgt, weil er mit einem der italienischen Geheimdienstmitarbeiter in dem Wagen telefoniert habe. „Dann haben die amerikanischen Militärs die Mobiltelefone beschlagnahmt und ausgeschaltet“.
Einem internen Papier des Pentagon zufolge wurde vorab auf die Gefährlichkeit der Straße hingewiesen. „Es ist Krieg“, heißt es in dem Memo. „Rund 500 US-Soldaten wurden im Dienst auf irakischen Straßen getötet. […] Es wurde keine Vereinbarung mit der US-Armee über eine sichere Durchfahrt für Giuliana Sgrena getroffen.“ Der frühere US-Offizier und Militärexperte Robert Maginnis sagte gegenüber der Washington Times:

„Es scheint mir so, als würde der italienische Geheimdienst dies als einen James-Bond-Film in Bagdad ansehen. Sie fahren abends herum und nehmen eine gekidnappte Journalistin mit und denken, sie könnten auf der gefährlichsten Straße des ganzen Irak durch eine Phalanx von Kontrollpunkten fahren, ohne gesehen oder beschossen zu werden.“

Auch die vorläufigen Ermittlungsergebnisse der italienischen Behörden widersprachen den Angaben des amerikanischen Militärs. Vizeministerpräsident Gianfranco Fini erklärte am 8. März, der Wagen sei mit etwa 70 km/h gefahren und habe kurz vor der Stelle, an der es zu der Schießerei kam, wegen einer Kurve abbremsen müssen, könne also maximal 40 km/h schnell gewesen sein. Als sich der Wagen der Italiener in der Kurve befand, sei in ungefähr zehn Meter Entfernung ein starkes, scheinwerferartiges Licht angegangen. „Bei dem folgenden Bremsmanöver und dem fast sofortigen Stillstand des Autos ist aus wahrscheinlich mehreren automatischen Waffen für circa 10-15 Sekunden geschossen worden“, so Fini, dessen Aussagen hauptsächlich auf der Aussage des Fahrers beruhen. Giuliana Sgrena hatte dies in Corriere della Sera so ausgedrückt: „Ein Kugelregen und Feuer ging auf uns nieder.“ Sofort nach den Schüssen, nachdem sie erkannten, dass es sich um Italiener handelte, hätten sich die US-Soldaten jedoch bei dem Fahrer, einem SISMI Agenten, entschuldigt. Einen US-Kontrollpunkt, wie von US-Seite dargestellt, gebe es dort aber nicht. Fini geht von einer unglücklichen Verkettung aus, die zu dem Vorfall führten. Erste Fotos von dem Auto ergaben, dass der Wagen acht Einschusslöcher aufwies, vor allem in den Reifen und dem unteren Teil des Chassis.
Sgrena wies am 9. März Behauptungen zurück, sie hätte einen ihr geltenden, absichtlichen Beschuss unterstellt, fügte aber hinzu:

„Ich bin empört darüber, dass man das einen Unfall nennt. Wenn sie uns Zeichen gegeben und wir sie nicht verstanden hätten, dann könnte man von Unfall sprechen. Aber wenn einfach drauflosgeschossen wird, dann kann man doch nicht von Unfall sprechen, oder? […] Ich denke nicht, dass der Beschuss unseres Wagen gegen mich persönlich gerichtet war.“

Die mobile Sperre auf dem Weg zum Flughafen war nach Angaben von US-Botschaftssprecher Robert Callahan vom 10. März zum Schutz des amerikanischen Botschafters im Irak, John Negroponte, errichtet worden, da „Negroponte diesen Weg fahren wollte, oder bereits befahren hatte“. (20min.ch) Die zuständigen Einheiten für Negropontes Schutz müssten „dafür sorgen, dass seine Fahrtstrecke in alle Richtungen frei ist“. (Der Standard)
In einem am Freitag, dem 11. März veröffentlichten Interview mit Corriere della Sera meinte Giuliana Sgrena:

„Ich habe kein Vertrauen in die Untersuchung, man weiß, dass sie zu keinen Resultaten führen. […] Es gab kein Stoppsignal, niemand hat zur Warnung in die Luft geschossen. Nicht der Motor des Autos, sondern die Scheiben des Fahrzeuges wurden angeschossen.“

Sgrena sagte auch, es habe „keine Lichtsignale gegeben“, und die Schüsse seien „nicht von vorn, sondern von der Seite und von hinten“ gekommen. Auch der italienische Außenminister Gianfranco Fini hatte zu Beginn der Woche im Parlament erklärt, Bilder des beschossenen Fahrzeugs zeigten, dass dieses „von der Seite“ getroffen worden sei. Sgrena sprach von „300-400 Schuss“, die von einem „Panzer“ auf den Wagen abgegeben worden seien. Laut der Pittsburg Post-Gazette soll es „nur ein Gewehrkugel-Einschussloch in der Windschutzscheibe“ geben. Die „anderen Fenster, die Kotflügel und auch die Motorhaube“ seien „intakt“.
Der italienische Justizminister Roberto Castelli kritisierte daraufhin am 12. März Frau Sgrena, da sie der Regierung in Rom Schwierigkeiten bereite: „Sie spricht und handelt unüberlegt.“ (Neue Zürcher Zeitung)

### Konsequenzen
General George W. Casey junior, Oberbefehlshaber der Allianztruppen im Irak, kündigte an, die „Rules of engagement“ seiner US-Truppen zu überprüfen. Diese Regeln erlaubten den US-Soldaten bis dahin, jederzeit nach eigenem Ermessen zu schießen. Eine amerikanische Untersuchungskommission prüft mit italienischer Beteiligung den Vorfall. (123recht.net)
Sgrena hat eine Anwaltskanzlei in Bologna mit der Wahrnehmung ihrer Interessen im Ermittlungsverfahren wegen Totschlags des erschossenen Agenten Nicola Calipari beauftragt. Nach ihrer Freilassung setzte sie sich für die Freilassung der französischen Reporterkollegin Florence Aubenas und deren Dolmetscher Hussein Hanun el Dschundi ein. (boa)
Rund drei Wochen nach dem Vorfall schickte der italienische Justizminister Roberto Castelli eine offizielle Aufforderung nach Washington, das Fahrzeug für eine Untersuchung freizugeben, da die US-Streitkräfte italienischen Ermittlern Zugang zu dem Auto bisher verweigert hätten. Eine Untersuchung des Wagens sei für eine Einschätzung der Geschehnisse vom 4. März wesentlich.
Einer Meldung des US-Fernsehsenders CNN vom 26. April 2005 zufolge wird den amerikanischen Soldaten, die Sgrenas Wagen beschossen und dabei den italienischen Agenten Nicola Calipari getötet haben, aufgrund einer Militäruntersuchung des Vorfalls kein Vorwurf mehr gemacht und kein Disziplinarverfahren gegen sie mehr eingeleitet. Nach dem amerikanischen Militärbericht fuhr das Auto der Italiener viel zu schnell, habe auf erste Aufforderung zum Halten nicht reagiert, die amerikanische Patrouille habe einen Selbstmordanschlag befürchtet und die Italiener hätten die Amerikaner „bis zum Unfall“ über die Geiselbefreiung im Unklaren gelassen. Einem amerikanischen Offizier auf dem Bagdader Flughafen, der aufgrund der Einreise von zwei italienischen Geheimdienstbeamten den Grund ihrer Anwesenheit zu ahnen begonnen habe, sei von einem italienischen General sogar befohlen worden, mit niemandem darüber zu reden, weswegen der amerikanische Offizier keine Kontrollposten verständigt habe. Sgrena bezeichnete diesen Bericht eine „inakzeptable Ohrfeige für Italien“ und erhob gegen die amerikanische Militärkommission den Vorwurf, Rückschritte bei der Aufklärung des Falles gemacht zu haben. Als Beispiel führte sie an, dass auch die „Theorie des tragischen Fehlers“ in dem Bericht nicht mehr auftauche. Die staatliche italienische Seite legte ihrerseits einen Bericht zu dem tödlichen Vorfall vor, in dem sich der italienische Militärgeheimdienst Punkt für Punkt um eine Widerlegung der amerikanischen Argumente bemüht. Darin wird kritisiert, dass der Vorfall nicht ordentlich kriminalistisch untersucht, ja eine Untersuchung unmöglich gemacht wurde, weil der Straßenverlauf unmittelbar nach den tödlichen Schüssen verändert und der Tatort „noch in der Nacht“ von allen Beweismitteln durch amerikanische Stellen gesäubert wurde. Zwei Monate nach dem Ereignis stellte das amerikanische Militär der italienischen Seite das bis dahin beschlagnahmte Fahrzeug zu Untersuchungszwecken zur Verfügung, auf das am 4. März nicht, wie bei Selbstmordattentätern üblich, auf den Motor, sondern durch die Seitenscheiben in den Fahrgastraum gefeuert wurde.
Ein Jahr nach der Entführung gaben die amerikanischen Streitkräfte die Verhaftung des mutmaßlichen Entführers Mohammed Ubeidi bekannt.
Gegen Mario Lozano, den US-Soldaten, der den italienischen Agenten getötet hatte, wurde im April 2007 in Rom in Abwesenheit das Verfahren eröffnet und nach einer Unterbrechung im Oktober desselben Jahres fortgesetzt. Wenig später wurde das Verfahren gegen Lozano wegen Unzuständigkeit des italienischen Gerichts eingestellt.

## Politisches Engagement
Neben ihrer journalistischen Arbeit engagiert sich Sgrena auch unmittelbar in der Politik. Bei der Europawahl 2009 kandidierte sie für das linke Wahlbündnis Sinistra e Libertà und engagierte sich in der daraus im selben Jahr entstandenen Partei Sinistra Ecologia Libertà. Bei der Europawahl 2014 trat sie für das Parteienbündnis L’Altra Europa con Tsipras an. Bei beiden Wahlen konnte sie kein Mandat erringen.
Sie gilt als bekennende Pazifistin. Sie widmet sich außerdem der Rolle der Frauen im Islam und hat darüber ein Buch verfasst.

## Veröffentlichungen
2005 erschien Sgrenas Buch „Fuoco Amico“ bei Giangiacomo Feltrinelli Editore, 2006 als „Friendly Fire. Als Geisel zwischen den Fronten“ bei Ullstein. Es behandelt nicht nur Sgrenas Entführung, Geiselhaft und Freilassung, sondern auch eine Berichterstattung über die aktuelle Lage im Irak und insbesondere in Falludscha.
Sie veröffentlichte unter anderem folgende weitere Bücher:
- "Alla scuola dei taleban", Editore Manifestolibri, Rom 2002.
- "Il fronte Iraq. Diario di una guerra permanente", Editore Manifestolibri, Rom 2004.
- "Il prezzo del velo. La guerra dell'Islam contro le donne", Editore Feltrinelli, Mailand 2008.